# Lyrurus
Genre
Lyrurus est un genre d'oiseaux d'Eurasie appartenant à la sous-famille des Tetraoninae. Il comporte deux espèces.

## Liste des espèces & sous-espèces
D'après la classification de référence (version 2.2, 2009) du Congrès ornithologique international (ordre phylogénique) :
- Lyrurus tetrix (Linné, 1758) — Tétras lyre
- Lyrurus mlokosiewiczi (Taczanowski, 1875) — Tétras du Caucase